# Dominic Mulaisho
Dominic Mulaisho, né le 15 août 1933 à Feira et mort à Lusaka le 1er juillet 2013, est un romancier et fonctionnaire zambien,,,. Gouverneur de 1992 à 1995 de la Banque de Zambie, il est connu pour ses romans The Tongue of the Dumb (1973) et The Smoke that Thunders (1979),.